# Bernard Williams (football)
Pour l’article homonyme, voir Bernard Williams (homonymie).
Bernard Williams est un footballeur irlandais naturalisé français, né le 25 août 1908 à Drumanagh au Royaume-Uni (aujourd'hui en Irlande) et mort le 22 janvier 1994 à Montbéliard.
Joueur de la légendaire équipe de Sochaux des années 1930, il reste fidèle à la cause Jaune et Bleu durant la Seconde Guerre mondiale.
Il devient petit à petit entraîneur à Sochaux, s'occupant des jeunes avec Gaby Dormois dès 1945.

## Statistiques
- à Sochaux : 8 saisons, 99 matchs et 15 buts

## Palmarès
- Champion de France : 1935, 1938
- Vice-champion de France : 1937
- Champion de France de D2 : 1947
- Vainqueur de la Coupe de France : 1937